# Libres ! Manifeste pour s'affranchir des diktats sexuels
Libres ! Manifeste pour s'affranchir des diktats sexuels est une bande-dessinée écrite par Ovidie et illustrée par Diglee, publiée en 2017 aux éditions Delcourt.

## Résumé
La bande-dessinée est constituée de quinze chapitres, chacun traitant d'une thématique en particulier. Elle fait une étude des mœurs et de leur dimension symbolique, entre bande-dessinée de Diglee et manifeste d'Ovidie. Tous les chapitres mettent en place une très forte ironie et des vignettes humoristiques pour travailler à la désacralisation des mœurs sexuelles. Tous les chapitres commencent par une analyse d'Ovidie, et sont imagés par des vignettes de Diglee qui clôturent chaque partie. Cette bande-dessinée évite toute généralisation sur les relations et pratiques des hommes, des femmes, et des personnes transgenres.  

### Introduction
L'introduction s'ouvre avec un propos d'Ovidie qui reprend les idées reçues sur la bisexualité, la pratique de la fellation, les positions sexuelles, en posant ces idées comme des hypothèses. Elle explique que la publicité, les clips, les films pornographiques et les jeux vidéo n'ont jamais été aussi présents dans l'environnement culturel actuel. La bande-dessinée questionne la manière dont le sexe est évoqué dans les discours sociaux, et le rôle des injonctions et des représentations normatives qui se concentrent sur le plaisir masculin et non pas le plaisir féminin. La bande-dessinée a pour volonté de déculpabiliser les femmes dans leurs pratiques sexuelles et leur conduite, que seules elles peuvent choisir.   
La deuxième partie de l'introduction s'ouvre avec le propos de Diglee, qui explique que les femmes sont tributaires de certains clichés. Elle compare la bande-dessinée à un anti-guide sur la sexualité, qui devient un manifeste.  

### Chapitre 1
Le premier chapitre s'intitule « Sirop de corps d'homme », et traite des légendes urbaines sur les prétendus bienfaits du sperme de manière humoristique. Ovidie déconstruit cette légende en opposant les comportements féminins et masculins face à la pratique de la fellation. Elle traite de la question des publicités qui circulent, et qui ont un rapport avec le monde pornographique : les hommes se comparent aux acteurs pornographiques et veulent augmenter leurs performances. Ce chapitre travaille sur la dimension symbolique du sperme et des comportements sociaux qui en résultent. La dernière vignette de Diglee ironise les rapports différents tenus face à la semence féminine et masculine.  

### Chapitre 2
Le deuxième chapitre s'intitule « Gras double », et s'ouvre avec l'histoire personnelle de l'autrice sur son rapport au corps. Elle retrace son enfance où elle était ronde, face à sa mère obsédée par son propre poids et bientôt celui de sa fille. Ovidie est tombée dans l'anorexie et a eu des problèmes de santé jusqu'à ses trente-cinq ans du fait de cette obsession sur son poids. Ce n'est que lorsqu'elle est allée au bout de son obsession, en faisant de la chirurgie esthétique pour maigrir, qu'elle s'est rendu compte de son absurdité. Ce témoignage d'expérience personnelle conduit à une remise en question de l'injonction au beach body, et traite de la nécessité de se réconcilier avec son corps. Une des vignettes de Diglee fait le portrait d'Ovidie, et une autre met en évidence le body positive face au beach body. 

### Chapitre 3
Le troisième chapitre s'intitule « Cachez ce sang que je ne saurais voir », et traite des femmes artistes qui ont exposé leurs règles dans le cadre d'œuvres d'art,,. Il traite des menstruations comme tabou dans la société, sujet qui est écarté des représentations culturelles, notamment dans les films pornographiques où tout le reste est représenté. Ovidie considère les règles comme une banalité niée, représentée en bleu dans les publicités. Les vignettes traitent du « tabou suprême » que sont les menstruations, notamment dans les relations sexuelles. 

### Chapitre 4
Le quatrième chapitre s'intitule « Bouge ton boule », et s'intéresse aux fesses féminines comme sujet à polémique. Il traite de l'obsession de cette partie du corps, et ce qu'elle veut dire de la culture et du rapport au corps. La culture des fesses casse le diktat de la maigreur pour imposer une nouvelle norme. Ovidie prend pour référence le milieu pornographique, miroir des mœurs de la société, où les fesses font partie des recherches les plus fréquentes depuis quelques années. Les vignettes montrent la mode du twerk et la sexualisation des fesses des chanteuses américaines.

### Chapitre 5
Le cinquième chapitre s'intitule « I kissed a girl, and I liked it » en référence à la chanson de Katy Perry. Le chapitre s'ouvre sur la mention de l'orientation pansexuelle de l'autrice. Elle considère la chanson de Katy Perry comme symptomatique d'un phénomène de mode où les orientations sexuelles sont normées. Elle traite de la « bisexualité féminine respectable » en contraste avec la bisexualité masculine dénigrée, du fantasme de la sexualité féminine, et de la bisexualité féminine comme valeur marchande. Elle déconstruit les clichés sur l'orientation sexuelle, en remettant en question les discours pro-bisexualité qu'elle considère comme aussi destructeurs que les discours homophobes. Le chapitre se concentre sur la thématique de la bisexualité codifiée, qui apparaît dans les films pornographiques de manière à contenter le regard masculin, à mettre en place un spectacle et une représentation. Il questionne l'homophobie des hommes envers les femmes lesbiennes, leur sexualité représentant pour eux une castration. Une des vignettes traite des relations échangistes et du désir féminin.

### Chapitre 6
Le sixième chapitre s'intitule « Plus on est de fous, plus on rit »  et s'ouvre sur la notion de couple dans la société. Avec différentes vignettes, les autrices traitent de comment la monogamie est remise en question, et de la situation schizophrénique qui en résulte, entre désacralisation du couple et impossibilité de sortir des codes sociaux. Le chapitre s'intéresse à la question du polyamour. L'autrice rappelle que tous les systèmes et schémas de couples sont valables et légitimes, puisqu'ils dépendent du moment, de l'état mental, et qu'aucun n'est à faire valoir plus qu'un autre. La dernière vignette de Diglee mélange les points de vue sur le couple, pour détruire la norme et valoriser les différentes approches.  

### Chapitre 7
Le septième chapitre s'intitule « C’est dans les vieux pots… » et s'ouvre sur l'expérience personnelle de l'autrice face à la vieillesse et à la chirurgie esthétique. Elle explique que sa mère avait subi plusieurs opérations chirurgicales, repoussant une vieillesse qu'Ovidie considère comme le pire fléau qui puisse arriver à une femme occidentale, avec une référence au récit autofictionnel de Nelly Arcan, Putain. Elle traite de la mode des MILF (Mothers I'd like to fuck), notamment dans le monde pornographique, qui fait de quarante ans l'âge de la maturité sexuelle. Avec son expérience dans le monde pornographique, Ovidie déconstruit cette mode en montrant que les actrices MILF sont plus jeunes, et que la mode et les films pornographiques sont des représentations erronées de la féminité. Le chapitre traite de la malédiction pour les femmes qu'est le fait de vieillir, et prend l'exemple des contes de fées pour montrer que les identités féminines sont souvent pensées comme uniquement charnelles. Ovidie clôt le chapitre en expliquant que certains hommes se valorisent par procuration en possédant une femme qui soit au centre du désir des autres, sans généraliser son propos à toutes les relations sociales et amoureuses. Les vignettes s'intéressent à la question de la chirurgie esthétique et de la vieillesse, d'abord avec des dessins d'outils chirurgicaux puis avec une scène familiale où une femme est caractérisée par le terme MILF et le reçoit comme un compliment.

### Chapitre 8
Le huitième chapitre s'intitule « Le point G, ce mal-aimé » et traite de l'histoire de la jouissance féminine et des polémiques autour de la notion de plaisir féminin. Ovidie compare les idées reçues sur le point G à une chasse au trésor, pour les déconstruire : l'orgasme vaginal serait une maturité sexuelle que chaque femme serait tenue d'atteindre. Elle poursuit son analyse des légendes, qui disent que l'orgasme féminin est invisible en comparaison avec l'orgasme masculin, et que l'anatomie féminine serait inadaptée au plaisir. Elle déconstruit ensuite la question de l'éjaculation féminine, sujet tabou, pour décomplexer les femmes. Elle fait référence aux idées d'Annie Sprinkle et de Deborah Sundahl. Les vignettes de Diglee dépeignent un schéma du clitoris et une représentation des paroles de Michel Cymes sur les organes sexuelles féminins et masculins, étudiée dans le chapitre 12. La dernière vignette met en avant le manque de connaissance des femmes sur leur corps. 

### Chapitre 9
Le neuvième chapitre s'intitule « La burqa de chair » en référence au livre de Nelly Arcan du même nom, publié de manière posthume en 2011. Le chapitre traite de l'impossibilité pour une femme de s'habiller comme elle le souhaite, ses choix vestimentaires pouvant conduire à des situations d'insécurité et de violence. Ovidie explique que jusqu'à l'arrivée des premières « Marches des salopes » dans les années 2000, peu de personnalités politiques avaient manifesté pour un droit des femmes à s'habiller comme elles le veulent. Le corps est devenu l'affaire de tous pendant l'été 2016, lorsque deux maires du Sud de la France ont interdit le port du burkini. La référence à Nelly Arcan se prolonge dans la suite du chapitre avec la mention de son livre A ciel ouvert, publié en 2007, où elle compare la beauté à la maltraitance et explique que les femmes occidentales sont recouvertes d'une burqa de chair, obsédées par leur apparence et la captation du désir masculin. La dernière vignette ironise le mansplaining en dessinant un homme qui juge les femmes qui ne sont pas assez habillées, et celles qui le sont trop.

### Chapitre 10
Le dixième chapitre s'intitule « Gazon maudit » et fait référence à l'épilation pubienne féminine. Ovidie ouvre la réflexion avec une étude de la campagne publicitaire pour la crème dépilatoire Veet, qui prône l'épilation. Elle explique que cette injonction à l'épilation intégrale n'est pas la faute des films pornographiques, qui ne sont que le reflet de la société, mais de l'aérobic américain qui a posé la mode de l'esthétique bimbo. L'autrice travaille à la remise en question des idées reçues, en expliquant que l'épilation n'a rien à voir avec l'hygiène. Une vignette de Diglee vient confirmer ce propos sur un ton ironique, comparant le regard porté sur l'épilation masculine et celui sur l'épilation féminine. La dernière vignette traite de l'injonction à l'épilation subie et imposée par les femmes, en montrant une jeune femme qui finit par s'épiler à la suite des remarques désobligeantes de ses amies quant à son hygiène.

### Chapitre 11
Le onzième chapitre s'intitule « Dans l'cul, Lulu » et s'intéresse à la question de la sodomie, de l'idée reçue qu'elle serait humiliante quand elle concerne un homme et qu'elle soumet la femme. Ovidie fait référence à des sondages et à des articles scientifiques pour appuyer son propos, et montre que la sodomie est seulement encouragée dans un rapport hétérosexuel, de l'homme vers la femme. Elle questionne les injonctions à la sodomie et à toilette anale, pour porter son intérêt sur la notion de consentement au centre de tout. Les vignettes de ce chapitre mettent en avant la sodomie dans le couple hétérosexuel, de la femme vers l'homme, et comment l'homme refuse cette pratique quand elle s'exerce sur lui.

### Chapitre 12
Le douzième chapitre s'intitule « Tu veux voir ma chatte ? » et traite de la représentation populaire du sexe féminin, bien moins présent que celle du phallus. Ce dernier est sur-représenté dans l'environnement culturel. L'autrice fait référence à l'altercation en mars 2017 entre des féministes et Michel Cymes sur les différences d'approches entre le sexe masculin et féminin qu'il a faites dans son livre. Les vignettes représentent le clitoris et la découverte des femmes de cet organe qu'elles pensaient pour beaucoup d'entre elles inexistant.

### Chapitre 13
Le treizième chapitre s'intitule « Le ciment du couple » et s'ouvre sur une référence à Naura Hayden et son livre How to satisfy a man every time... and have him beg for more publié en 1982, qui traite de la pratique de la fellation. Ovidie utilise ce récit en contre-exemple, pour montrer que les relations amoureuses et sexuelles n'ont pas à être considérées comme un échange marchand. Elle prend pour référence un témoignage sur Arte Radio en 2005, où une femme signe un accord tacite avec son mari pour le contenter sexuellement en échange de son assistance économique. L'autrice explique que les relations amoureuses ne sont pas une éco-entreprise. Les vignettes caricaturent Naura Hayden et l'image de l'épouse soumise.

### Chapitre 14
Le quatorzième chapitre s'intitule « La moyenne nationale » et traite de la quantité de sondages existants sur la sexualité et ses pratiques. Ovidie explique que ces sondages sont la preuve que personne ne veut s'éloigner de la norme en ce qui concerne la sexualité, et montre l'injonction à la performance qui en résulte. La vignette de Diglee ironise les positions sexuelles à réaliser, inspirées du Kamasutra.

### Chapitre 15
Le quinzième et dernier chapitre s'intitule « Cinquante nuances de conservatisme » et fait référence aux livres Cinquante Nuances de Grey de E.L. James qui ont signé l'apparition en 2011 du marché du mommy porn. La lecture de ces romans érotiques a eu une influence sur la sexualité, bien que ce genre ne soit pas nouveau. L'autrice fait référence à la sexualité dans le roman Histoire d'O de Pauline Réage et dans Histoire de Juliette de Sade, précurseurs du genre. Ovidie questionne la dimension rétrograde de ces romans, qui proposent un mépris de l'homme qui ne penserait qu'à sa réussite sociale. Elle clôt ce chapitre, et cette bande-dessinée, en exprimant la nécessité de continuer à s'interroger sur l'environnement culturel. La vignette de Diglee propose une mise en scène humoristique de l'influence de Cinquante Nuances de Grey dans la vie sexuelle des couples. 

## Thématiques
La bande-dessinée aborde plusieurs thématiques importantes :
- Les normes sociales
- La déconstruction
- Le sexe et ses pratiques
- L'orientation sexuelle
- La représentation du corps féminin
- La vieillesse et la chirurgie esthétique
- Le corps de la femme dans l'espace public
- L'épilation
- Le monde de la pornographie
- Le couple